# Wielgolas (województwo lubelskie)
Wielgolas – wieś w Polsce położona w województwie lubelskim, w powiecie łukowskim, w gminie Krzywda.
W latach 1975–1998 miejscowość należała administracyjnie do województwa siedleckiego.
Wieś stanowi sołectwo w gminie Krzywda. Według Narodowego Spisu Powszechnego z roku 2011 wieś liczyła 75 mieszkańców.
Wieś typu ulicówki o charakterze rolniczym. W miejscowości ma swoją siedzibę niewielka firma transportowa.
Wierni Kościoła rzymskokatolickiego należą do parafii Matki Boskiej Częstochowskiej w Radoryżu Kościelnym.